# Палладий, Леонид Александрович
Леонид Александрович Палладий (26 января 1947 – 28 апреля 1979) – Заслуженный мастер спорта СССР (хоккей с мячом), пятикратный чемпион мира.

## Биография
Игровая карьера Л.А. Палладия началась в Архангельске, где он стал играть в хоккей с мячом ещё в 1953 году в школе «Динамо». С 1963 года в «Воднике». Через несколько сезонов переехал в Москву, чтобы выступать в «Динамо».
Его начинают привлекать в сборную СССР. В её составе он 5 раз становится чемпионом мира.
Трагическая смерть остановила карьеру Л.А. Палладия в 32 года - после конфликта в ресторане Леонида зарезали два недавно освободившихся из мест заключения уголовника. Впоследствии один из убийц был приговорён к высшей мере наказания, второй получил 11 лет лишения свободы . Леонид Палладий похоронен в Москве на Пятницком кладбище.

## Достижения
– Чемпион СССР – 1972, 1973, 1975, 1976, 1978 

 – Серебряный призёр чемпионата СССР – 1971, 1974, 1977 

 – Обладатель Кубка европейских чемпионов – 1976, 1977, 1979
В списке 22 лучших игроков сезона 10 раз – 1969, 1970, 1972, 1973, 1974, 1975, 1976, 1977, 1978, 1979 

Признан лучшим защитником сезона – 1975, 1976, 1977, 1978, 1979
 – Чемпион мира – 1971, 1973, 1975, 1977, 1979
На чемпионатах 1975, 1977, 1979 включался в символическую сборную.